# Tuffi ai campionati mondiali di nuoto 1991
Le gare di tuffi ai campionati mondiali di nuoto 1991 si sono svolte a Perth in Australia.

## Podi

### Uomini
| Evento                      | Oro             | Punteggio | Argento     | Punteggio | Bronzo            | Punteggio |
| Tuffi individuali           |                 |           |             |           |                   |           |
| Trampolino 1 m (dettagli)   | Edwin Jongejans | 588.51    | Mark Lenzi  | 578.22    | Wang Yijie        | 577.86    |
| Trampolino 3 m (dettagli)   | Kent Ferguson   | 650.25    | Tan Liangde | 643.95    | Albin Killat      | 619.77    |
| Piattaforma 10 m (dettagli) | Sun Shuwei      | 626.76    | Xiong Ni    | 603.81    | Giorgi Chogovadze | 580.68    |

### Donne
| Evento                      | Oro        | Punteggio | Argento        | Punteggio | Bronzo             | Punteggio |
| Tuffi individuali           |            |           |                |           |                    |           |
| Trampolino 1 m (dettagli)   | Gao Min    | 478.26    | Wendy Lucero   | 467.82    | Heidemarie Bártová | 449.76    |
| Trampolino 3 m (dettagli)   | Gao Min    | 650.25    | Irina Laško    | 643.95    | Brita Baldus       | 619.77    |
| Piattaforma 10 m (dettagli) | Fu Mingxia | 449.67    | Elena Mirošina | 422.25    | Wendy Williams     | 412.47    |

## Medagliere
| Pos.   | Paese            | Oro | Argento | Bronzo | Totale |
| ------ | ---------------- | --- | ------- | ------ | ------ |
| 1      | Cina             | 4   | 2       | 1      | 7      |
| 2      | Stati Uniti      | 1   | 2       | 1      | 4      |
| 3      | Paesi Bassi      | 1   | 0       | 0      | 1      |
| 4      | Unione Sovietica | 0   | 2       | 1      | 3      |
| 5      | Germania         | 0   | 0       | 2      | 2      |
| 6      | Cecoslovacchia   | 0   | 0       | 1      | 1      |
| Totale | Totale           | 6   | 6       | 6      | 16     |